# Lusiana
Lusiana – miejscowość i gmina we Włoszech, w regionie Wenecja Euganejska, w prowincji Vicenza.
Według danych na rok 2004 gminę zamieszkiwały 2902 osoby, a gęstość zaludnienia wynosiła 85,4 os./km².
W Lusianie urodziła się Sonia Gandhi, indyjska polityk, wdowa po Rajivie Gandhi.